# Boievîci, Mostîska
Boievîci (în ucraineană Боєвичі) este un sat în comuna Husakiv din raionul Mostîska, regiunea Liov, Ucraina.

## Demografie
Componența lingvistică a localității Boievîci
     Ucraineană (98,45%)
Conform recensământului din 2001, majoritatea populației localității Boievîci era vorbitoare de ucraineană (98,45%), existând în minoritate și vorbitori de polonă (1,55%).